# Pont-rails du Val-Benoît
Le pont-rails du Val-Benoît est un pont de chemin de fer de la ligne 37 reliant Liège à Aix-la-Chapelle. Il permet le franchissement de la Meuse à proximité de Liège.

## Situation ferroviaire
Le pont-rails du Val-Benoît permet le franchissement de la Meuse par la ligne 37, entre les gares de Liège-Guillemins et d'Angleur. Plus précisément il est établi entre Liège-Guillemins-Faisceau au point kilométrique (PK) 0,917 et l'Y Val-Benoît au PK 1,252. Il est notamment utilisé par les trains circulant sur les lignes : 40 d'Y Val-Benoît à Visé-frontière et 125A d'Y Val-Benoît à Flemalle-Haute.

## Histoire
En 1837, la gare d'Ans était le terminus de la ligne du chemin de fer de Bruxelles à Liège. Le train butait toujours, aux portes de la ville, sur l’importante dénivellation à franchir pour atteindre la vallée. Pourtant, les ingénieurs échafaudaient déjà des projets pour poursuivre la voie ferrée vers Verviers et l’Allemagne. En 1842, la dénivellation fut vaincue par la création du plan incliné de la côte d'Ans. La gare principale de Liège fut établie sur le site des Guillemins, et le quartier connut, dès lors, une profonde mutation.
Le premier pont du Val-Benoît fut inauguré la même année, soit 1842. Il s’agissait, après le pont des Arches, de la seconde liaison établie entre les deux rives de la Meuse à Liège. Ce premier pont du Val-Benoît était composé de cinq arches, mesurait un total de 150 mètres et était bâti en pierre de taille, fournies par l'entreprise de Mathieu Franck. Sur ordre du gouvernement, on avait divisé son tablier en deux sections: l’une était affectée au trafic ferroviaire, la seconde était réservée à la circulation des piétons et des attelages. À l’origine, deux postes de péage avaient été installés de part et d’autre du pont. Les protestations de la population motivèrent la suppression de ce droit de passage dès le 1er janvier 1845.
En 1892, on décida de construire un nouveau pont, en raison des graves avaries causées aux culées et aux piles par les tassements miniers dus à la proximité du charbonnage des Aguesses. Cette décision ne trouva jamais d’application. On se contenta de consolider l’ouvrage par des injections de béton. Le pont fut épargné par la Première Guerre mondiale. En 1926, il ne comportait plus de route, mais quatre voies ferrées. Les piétons n’avaient pas été oubliés. On leur avait aménagé une passerelle sur la face amont de l’ouvrage.
En 1935, on construisit un nouveau pont ferroviaire au Val-Benoît. Il s’agissait, cette fois, d’un ouvrage métallique, constitué de deux travées en poutres Vierendeel. Cet ouvrage ne résista pas bien longtemps et fut victime d’un coup du sort. 
En effet, le 31 août 1939, la foudre mit le feu aux charges explosives placées préventivement sur le pont par l'armée belge. Cet accident spectaculaire, qui s'était produit juste avant le passage du train Liège-Luxembourg, fait une centaine de morts et de blessés.
Le troisième pont du Val-Benoît fut achevé en 1942. Il était également construit en poutres Vierendeel, pour sa partie centrale, et en poutres continues pour les deux extrémités. Il fut bombardé à maintes reprises par les Alliés en 1944.
Il fut remplacé, après la Seconde Guerre mondiale, par un pont aux allures austères. Son tablier et ses parapets présentent l’aspect d’un simple couloir. Il comprend quatre voies ferrées et enjambe successivement le quai de Rome, la Meuse et le quai Joseph Wauters.

## Toponymie
Le Val-Benoît tire son nom d'une ancienne abbaye cistercienne établie sur les rives de la Meuse à Liège. Le site abrite également le complexe architectural du Val-Benoît, construit entre 1930 et 1965 par l'Université de Liège, pour les facultés des sciences et techniques.